# Juvenal Payayá
Juvenal Teodoro da Silva (Miguel Calmon, 4 de abril de 1945), conhecido como Juvenal Payayá, é um cacique, romancista, poeta, desenhista, palestrante, escritor brasileiro. Recebeu por unanimidade Honoris Causa, pela UNEB.
É um dos principais defensores da causa indígena e assume um papel importante para o resgate da memória e história dos povos Payayá.

## Biografia
Juvenal Teodoro da Silva, nasceu em Miguel Calmon, Bahia, em 4 de abril de 1945. Filho de Cosme Teodoro da Silva e Ana Gonzaga da Silva, pertence a família dos Gameleiras, Índios Payayá.  
Cursou economia pela Universidade Estadual de Feira de Santana, ajudou a fundar o Diretório Acadêmico de Economia Onestino Guimarães, concluiu o curso de educação, na Universidade Estadual da Bahia, e também se especializou em administração.
É Doutor Honoris Causa pela Universidade do Estado da Bahia, com aprovação unânime.
Em 2010,  ajudou a fundar e foi diretor financeiro do Movimento dos Povos e Organizações Indígena da Bahia (MUPOIBA).  
Juvenal Payayá,  foi membro do Conselho Estadual de Educação da Bahia (CEE-BA) e do Conselho Estadual dos Direitos dos Povos Indígenas do Estado da Bahia (COPIBA).  

## Prêmios
- 2022 - Prêmio "Cultura na Palma da Mão", Programa Aldir Blanc Bahia, com a exposição "Gravuras e Bravuras Payayá".[carece de fontes?]
- 2023 - Honoris Causa, pela UNEB.[4]

## Obras
- 2023 - Seios (poemas), Ed. Século XXI.
- 2012 - Vozes (versos da aldeia), Fast Design Editora.
- 2010 - O filho da ditadura (romance), Fast Design Editora.
- 2006 - Negócios na periferia - onde se narra a verdade sobre a Queixa e os amargos de Dagmá (romance).
- 2005 - Timor Leste (poemas), Ed. Século XXI.
- 2004 - Pelos assassinos (romance), Ed. Século XXI.
- 2004 - A retomada X interdito proibitório - o caminho do genocídio indígena  (ensaio), com Edilene Payayá, Ed. Século XXI.
- 2003 - Fenomenal (protopoema), com Edilene Payayá, Ed. Século XXI.
- 2001 - Os Tupinikim (versos de índio), Ed. Século XXI.
- ? - Ninguém na caverna de polifeno (romance), Ed. Século XXI.

## Exposições
- Gravuras e Bravuras, exposição virtual, 2022;[11][12][13][14][15]